# 廖炭
廖炭（1872年7月9日—1938年12月29日:38），臺灣下茄苳（今臺南市後壁區境內）仕紳，糖廍製糖業者:38。他也是臺灣日治時期嘉南地區齋教名人、龍華派「太空」，臺灣佛教龍華會首任會長:38。曾同時兼任白河大仙寺與火山碧雲寺的管理人:39。

## 生平
根據日治時期的戶口調查簿，廖炭父親是廖惡，母親是鄭氏盆，出生於「明治五年七月九日」，為兩人的次男:38。自幼文武兼修，以武術見長:38。人稱炭師（獅）或炭司，地方人士則稱其為「廖仔炭」:38。
廖炭約在中年時開始持齋，在地方上享有德望:38。大正三年大仙寺董事林家珍等人因為擔心大仙岩（也寫作「大仙巖」，即今大仙寺）土地會再被徵收與廢止修葺許可，向當時的鹽水支廳長朝倉菊三郎求助，朝倉菊三郎乃請廖炭擔任大仙岩管理人:37。但廖炭並未答應，後來同年4月仙草埔吳順安保正與朱保羅保正與當地人士共數十人聯名請廖炭出任，廖炭才答應擔任大仙岩管理人，參與大仙寺的重建工程:37。大正三年（1914年），廖炭同時也擔任碧雲寺管理人:39。大正八年（1919年），重建中的大仙岩受秋颱破壞，但廖炭仍積極募款，獲得八萬圓的捐款:43。
大正九年（1920年），雲嘉地區齋教人士聯合全臺齋教徒，在斗南龍虎堂成立「臺灣佛教龍華會」，擔任首任會長:43、44。擔任會長期間，廖炭致力於籌設「臺灣佛教龍華會」本山「天龍堂」和推展「免囚保護」事業，屢受臺灣總督府表揚，授與紳章:44。
大正十一年（1922年）丸井圭治郎等人籌設「南瀛佛教會」，廖炭曾參與該年3月6日於臺南開元寺舉行的「臺南州開催協議會」。南瀛佛教會於該年4月4日成立後，廖炭當選為幹事，之後更成為該會的講習會員及理事。
昭和六年（1931年），因為部分人士與碧雲寺信徒認為廖炭雖然也是碧雲寺管理人，卻長期只關注在大仙岩的事務上，致使番社庄庄長陳按察向法院控告廖炭瀆職，後經白河庄庄長林占春等人協調，以廖炭將碧雲寺寺產交由番社人士管理才平息此紛爭:52。經此事件，大仙岩也由仙草埔地區組織管理人會進駐，並改名「大仙寺」:54。昭和七年（1932年），廖炭之子接管大仙寺管理人業務。
昭和十三年（1938年）12月29日，廖炭去世:54。